# ناکوچانی (شاباتس)
ناکوچانی (به صربی: Nakučani) یک منطقهٔ مسکونی در صربستان است که در شاباتس واقع شده‌است. ناکوچانی ۶۴۰ نفر جمعیت دارد.